# Javier Díaz Noci
Javier Díaz Noci (Vitoria, 7 de septiembre de 1964) es un catedrático e investigador de la Universidad Pompeu Fabra (Barcelona). Fue pionero en la publicación de investigación sobre periodismo digital en España, disciplina para la que propuso el término ciberperiodismo. Se ha especializado, además, en el estudio de la historia del periodismo y en la investigación jurídica sobre propiedad intelectual aplicada a las noticias, y especialmente el impacto que la inteligencia artificial está teniendo en los derechos de autor.

## Biografía
Nació, en el seno de una familia de clase trabajadora de origen riojano, y antepasados cremoneses, en Vitoria. Fue el primer miembro de su familia en obtener un título universitario. Se licenció en Periodismo por la Universidad del País Vasco en 1987.Fue periodista profesional entre 1985 y 1992, tanto en diarios (La Gaceta del Norte, Deia, Gaur Express) como emisoras radiofónicas (Radiocadena Española, Radio Popular de San Sebastián y Radio Nacional de España). Con posterioridad, ha colaborado con diversos programas informativos y de opinión en la emisora pública vasca Euskadi Irratia, especialmente en el programa Faktoria.
Al acabar su licenciatura en Ciencias de la Información, cursó estudios de doctorado en el departamento de Historia Contemporánea de la Universidad del País Vasco. Obtuvo su primer doctorado, en Historia, en junio de 1992, con una tesis sobre la historia del periodismo en lengua vasca dirigida por Joseba Agirreazkuenaga. Obtuvo su segunda licenciatura, en Derecho, por la Universidad del País Vasco en 1996. Se doctoró en Derecho en 2016.  
Fue profesor de la Facultad de Ciencias Social y de la Comunicación de la Universidad del País Vasco entre 1994 y 2008, y desde 2008 hasta la actualidad es profesor e investigador en la Universidad Pompeu Fabra (Barcelona). Ha sido además investigador visitante en, entre otros centros, la Universidad de Oxford (1998-1999), la Universidad Federal de Bahía (2005 y 2008), la Universidad de East Anglia (2021) y el University College de Dublín (2023-2024).  
Es autor de numerosos libros, capítulos y artículos en cinco lenguas. Fue, con Koldo Meso, autor del primer libro académico sobre periodismo en Internet, en 1996, y fue suya la iniciativa de publicar el primer manual universitario sobre el tema (Manual de Redacción ciberperiodística) en 2003.
Ha sido presidente de la sección de medios de comunicación de la Sociedad de Estudios Vascos, y es miembro de, entre otras, la Sociedad Española de Periodística, de la Asociación de Historiadores de la Comunicación y la Sociedad Internacional para el Estudio de las Relaciones de Sucesos (SIERS).
Está casado y tiene dos hijas.
Comenzó su trayectoria profesional como periodista en 1985 en la edición alavesa de La Gaceta del Norte, y al concluir su licenciatura en Periodismo trabajó unos meses en Radio Vitoria, para a continuación colaborar en el diario Deia y en Radiocadena Española. Fue redactor de Radio Nacional de España entre 1989 y 1991. Trabajó en 1991 y 1992 en la emisora de Radio Popular en San Sebastián. Entre 2012 y 2024 ha colaborado con la emisora pública vasca Euskadi Irratia como tertuliano, comentando la actualidad política.
Su actividad como profesor titular e investigador universitario se inició en 1994, en su alma mater, la Facultad de Ciencias Sociales y de la Comunicación de la Universidad del País Vasco. Impartió, entre ese año y 2008, asignaturas relacionadas con la redacción periodística, tanto en español como en lengua vasca. Fue autor de los primeros manuales sobre redacción periodística en euskera.
Profesor de la Universidad Pompeu Fabra de Barcelona desde octubre de 2008, obtuvo el cargo de catedrático de universidad en 2012. En esta universidad, se ha encargado de la docencia de asignaturas relacionadas con el periodismo en internet y, desde 2021, es el docente principal de la asignatura Historia del Periodismo. Ha sido el coordinador del doctorado en comunicación y coordinador de dos másteres de investigación, donde ha impartido asignaturas sobre metodología de la investigación. Ha investigado sobre la aplicación de las nuevas tecnologías a la docencia de posgrado y ha coordinado varios manuales de libre acceso sobre técnicas de investigación aplicadas al estudio de la comunicación social. Obtuvo en 2011 el premio del Consejo Social de la Universidad Pompeu Fabra a la excelencia investigadora. 
Ha impartido docencia sobre derecho de autor y propiedad intelectual en la Universidad Abierta de Cataluña. 
Ocasionalmente, ha impartido cursos de doctorado y de máster en diversas universidades españolas (Universidad de Valencia, Universidad de Málaga, Universidad de Vigo en Pontevedra) y extranjeras (Universidad Central de Venezuela, Universidad Pontificia Bolivariana en Colombia, universidades brasileñas, incluyendo la Universidad Federal de Pernambuco o la Universidad Federal de Santa Catarina).  
Ha dirigido trece tesis doctorales hasta 2024.
Como investigador, mantiene cuatro líneas de trabajo simultáneas: historia del periodismo, periodismo en internet e inteligencia artificial, derecho de autor, y desigualdad informativa.

### Historia del periodismo
La investigación sobre historia del periodismo se inició con su tesis doctoral sobre los orígenes y desarrollo del periodismo en lengua vasca, hasta llegar a nuestros días. Su investigación ha abarcado posteriormente la historia del periodismo vasco en cualquiera de sus lenguas. En 2012, publicó en la revista Mediatika una Historia del periodismo vasco (1600-2010) que recorre cuatro siglos en 261 páginas.
Ha trabajado asimismo sobre la historia del periodismo antiguo (1600-1700) en el Imperio español. Ha publicado sendas ediciones y estudios sobre los primeros periódicos donostiarras (con Mercedes del Hoyo) y sobre la primera publicación semiperiódica española, la Gaceta de Roma que se publicó en Valencia entre 1618 y 1621, con Carmen Espejo y Rafael Soto. Ha definido su plan metodológico para el estudio del periodismo español antiguo en tres textos.
Fue también miembro de diversos grupos de investigación, entre 1999 y 2002 sobre prosopografía histórica, como Prosopografía de la administración periférica durante la formación y consolidación del Estado constitucional español (1812-1874), y participó con diversas entradas en el Diccionario biográfico de los diputados generales, consultores y secretarios de gobierno de Álava.

### Ciberperiodismo
Javier Díaz Noci investiga desde 1994 diferentes aspectos del ciberperiodismo, término adoptado a partir de 2003. Con Koldo Meso, publicó los primeros libros académicos sobre periodismo en Internet en 1996 (El periodismo electrónico. Información y servicios multimedia en la era del ciberespacio) y 1997. Entre sus obras, se cuentan Periodismo en Internet (1999) y Periodismo electrónico multimedia (2000), ambos con Koldo Meso Ayerdi y, en solitario, La escritura digital (2001). Coordinó, con Ramón Salaverría, el primer Manual de redacción ciberperiodística. También ha trabajado sobre las vertientes teóricas de este fenómeno. Participó entre 2001 y 2006 en el proyecto europeo COST A-20 (European Co-operation in the Field of Science and Technical Research), coordinado por Colin Sparks.
Fue el investigador principal del primer proyecto competitivo español sobre periodismo en internet (El impacto de Internet en los medios de comunicación de España, 2003-2005), liderando un equipo compuesto por investigadores de la Universidad del País Vasco, Universidad de Santiago de Compostela, Universidad de Málaga y Universidad de Navarra. Su actividad como líder o miembro de proyectos de investigación se ha desarrollado ininterrumpidamente desde entonces. Fue, además, el primer coordinador de una red internacional España-Brasil, junto con el profesor de la Universidad Federal de Bahía, Marcos Palacios, fruto de la cual se publicaron varios libros sobre metodología de la investigación sobre ciberperiodismo. Investiga sobre el impacto de la inteligencia artificial en los medios de comunicación.

### Derecho de autor de la obra periodística
Tras licenciarse en Derecho de 1996, abrió una línea de investigación sobre propiedad intelectual y derecho de autor sobre la obra periodística, y especialmente el impacto jurídico de Internet y las nuevas tecnologías en la producción informativa. Su primer libro sobre derecho fue Los resúmenes de prensa en los gabinetes de comunicación (2004). 
Fue ponente en 2016 en una sesión en el Parlamento Europeo sobre la reforma de la legislación de derecho de autor.
Obtuvo su segundo doctorado, en esta disciplina, en 2016, con una tesis titulada Copyright and news reporting, dirigida por Antoni Rubí Puig.
Desde 2020, está centrado en investigar el impacto que la adopción de la inteligencia artificial en las redacciones de los medios de comunicación tiene en los derechos de empresas y periodistas.

### Desigualdad
Desde 2017, Díaz Noci inicia una línea de investigación sobre desigualdad económica y medios de comunicación, y sobre desigualdad de acceso a la información, "preocupado por el avance de la desigualdad de ingresos en nuestra sociedad y el tratamiento de este tema por parte de los medios de comunicación". Su aproximación a la cuestión se sintetiza en el libro Investigar la brecha digital, las noticias y los medios: hacia la equidad informativa digital . Ha publicado diversos informes (Housing inequality coverage in the media: A comparative analysis, Inequalities and Information Access. An expert panel report), capítulos y artículos sobre el tema, declaraciones a los medios, y otros relacionados, como por qué determinados grupos sociales evitan las noticias.

### Profesor visitante investigador
Llevó a cabo sus primeras estancias de investigación, breves, en la Università degli Studi de Bologna, en la Facultad de Derecho, y en la Universidad de Nevada en Reno, en Estados Unidos, ambas en 1997. En el curso 1997-1998 fue el Basque Visiting Fellow de la Universidad de Oxford, adscrito al European Studies Center y al St. Antony's College, donde organizó sendos seminarios sobre la Europa del Sur y sobre Internet en el ámbito comunicativo y digital. Llevó a cabo sendas estancias de investigación, en 2005 y 2008, en la Universidad Federal de Bahía (Brasil), la segunda de ella en el seno de la Red de Colaboración España-Brasil sobre investigación en ciberperiodismo, que lideró. En 2021 llevó a cabo una estancia de investigación en la universidad británica de East Anglia, y entre septiembre de 2023 y febrero de 2024 una estancia de seis meses en el University College de Dublín (Irlanda), después de obtener una beca de movilidad Salvador de Madariaga. En esta última trabajó tanto la crisis de la vivienda en los medios, y su relación con la desigualdad, como la influencia de la inteligencia artificial en los medios de comunicación, en un informe que fue publicado por el UCD Centre for Digital Policy. 
Javier Díaz Noci ha traducido varias obras literarias relacionadas con el periodismo desde diversas lenguas al español. Durante su estancia en el curso 1998-1999 en la Universidad de Oxford tradujo la primera obra de ficción sobre periodismo, The staple of news (1625-26), de Ben Jonson, bajo el título de El comercio de noticias. Posteriormente, completó esa traducción con obras y pasajes de otros autores ingleses de la época jacobina.
Tras su primera estancia en Brasil, completó la traducción de la obra de Lima Barreto Recuerdos del escribano Isaías Caminha.
Con propósitos docentes, ha traducido también algunas obras de ficción sobre periodismo de los siglos XVII y XVII desde las lenguas italiana (los Avisos burlescos de Giulio Cesare Croce de 1627) y portuguesa (el Entremêz intitulado Noticias da Gazeta do Mundo da Guerra da Europa do Anno de 1734 de Félix da Silva Freire).